# Сјас
Сјас (рус. Сясь) река је на северозападу европског дела Руске Федерације, и протиче преко преко северних делова Новгородске и централних делова Лењинградске области. Притока је језера Ладога и део басена реке Неве и Балтичког мора.
Река Сјас свој ток почиње у мочварном подручју на западним обронцима Валдајског побрђа, тече у смеру севера преко изразито низијског подручја и улива се у Волховски залив језера Ладога након 260 km тока. Површина сливног подручја Сјаса је 7.330 km², док је просечан проток на око 27 km узводно од ушћа 53 m³/s. Део је Тихвинског хидросистема преко којег је повезана са басеном реке Волге.
Храни се углавном топљењем снега. Под ледом је од краја новембра до почетка априла. Специфична је по црвенкастој боји воде која потиче од оксида гвођжа који се у знатнијим количинама налази на дну њеног корита.
На њеним обалама налази се град Сјастрој.
Најважније притоке су Воложба, Тихвинка, Луненка, Ваља, Кусега, Опочња, Сузна и Линаја.